# Мвунги, Марта
Марта Млагала Мвунги (суахили Martha Mlagala Mvungi, урождённая Martha V. Mlagala; 19 января 1943 — 24 июня 2017) — танзанийская писательница, фольклористка и педагог. Свои романы и рассказы писала как на суахили, так и на английском языке.

## Биография
Марта В. Млагала родилась в Кидугале, Ньомбе, на юге территории тогдашней Танганьики. Она была вторым ребенком пастора Иеремии Млагалы и Дзитумулике Мхехвы. Представительница народа бена, своё школьное образование она получила среди народности хе-хе — сперва в начальной школе Илула, затем в школе для девочек Табора, которую закончила в 1961 году.
Мвунги поступила в педагогический колледж, а затем в Эдинбургский университет. Она закончила последний в 1968 году и вернулась в Танзанию. В 1972 году она вышла замуж, а в 1974 году получила степень магистра в Университете Дар-эс-Салама. Свою диссертацию она озаглавила «Языковая политика в начальных школах Танзании с акцентом на её реализацию». Её исследования показали важность языка в когнитивном и эмоциональном развитии детей.
После профессионального обучения на разных уровнях начала работать в Департаменте образования Университета Дар-эс-Салама, дослужившись до должности старшего преподавателя в 1982 году. В том же году она защитила докторскую диссертацию на тему «Взаимосвязь между успеваемостью в учебной среде и некоторыми предметами средней школы в Танзании». Это продолжило тематику её более ранних работ о взаимосвязи между владением языком обучения и успеваемостью.
Затем в том же 1982 году Мвунги стала генеральным секретарём Национальной комиссии ЮНЕСКО. В 1990 году она была назначена постоянным секретарём Министерства здравоохранения. Она также работала директором Фонда обучения женщин Танзании. В 1995 году она основала в Дар-эс-Саламе Академию ESACS, которой руководила до 2015 года.
Марта Мвунги скончалась 24 июня 2017 года.

## Творчество
Первое опубликованное произведение Мвунги появилось под её девичьей фамилией Марта В. Млагала в 1970 году в Darlite — студенческом литературном журнале на базе факультета литературы Университета Восточной Африки. Это история о молодой женщине, которая бросает школу в Ньомбе, чтобы последовать за своим возлюбленным в Дар-эс-Салам, но тот её оставляет, и она изо всех сил пытается вернуться домой.
Её студенческие работы продолжились биографией Лулапангило Закарии Мхемедзи — жительницы её родной деревни Кидугала, у которой она в 1970 году взяла интервью. Джон Илиффе включил её в сборник танзанийских биографий.
В период с 1975 по 2003 год Мвунги опубликовала шесть книг на суахили и английском языке. Ещё две книги, «Голос» и «Списание долга в кратере Нгоронгоро», так и не были опубликованы. Её сочинения также вошли в несколько антологий африканских писательниц.
Издательство Heinemann опубликовало первую и единственную книгу Мвунги на английском языке в 1975 году. Выпущенная под номером 159 в серии африканских писателей, «Три твёрдых камня» представляет собой сборник народных сказок. Мвунги была вторым автором этой серии из Танзании (после Питера Палангио).
В том же году свет увидела её «Хана Хатиа» — детективный рассказ, призванный проиллюстрировать кризис семьи в современном африканском обществе. В романе Мвунги преданная жена Мария, брошенная мужем ради любовницы, будучи не в силах прокормить себя в городе, возвращается домой в деревню уджамаа и находит там самореализацию в качестве школьной учительницы.
Затем Мвунги обратилась к детской литературе с «Дилеммой Ясина» и «Ясином в беде» . Ее последняя книга «Лвидико» критикует коррупцию в современном танзанийском обществе.